# Arkadag (Stadt)

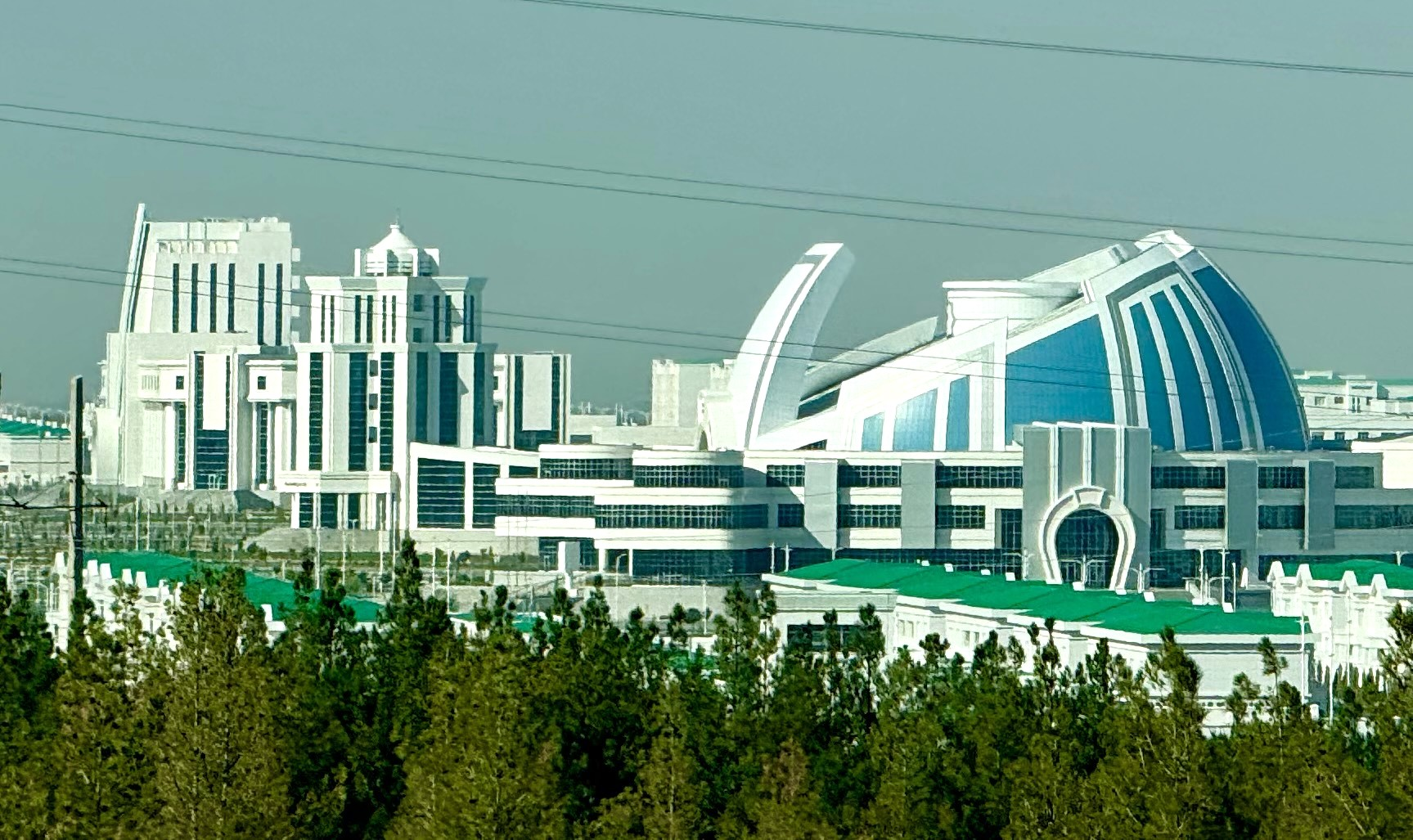
Arkadag (2023)

Arkadag ist eine turkmenische Planstadt in der Ballungsregion Aşgabat. Dem ehemaligen Vorort von Aşgabat wurde durch ein Gesetz als erstem Ort in Turkmenistan der besondere Rechtsstatus als „Stadt von staatlicher Bedeutung“ verliehen. Die Stadt wurde nach dem Patronatsnamen des Präsidenten („Beschützer“, wörtlich turkmenisch Arkadag „Hinter dem Berg“) benannt. Damit ist verbunden, dass der Bürgermeister vom Präsidenten ernannt wird und ihm gegenüber rechenschaftspflichtig ist. Die Stadtverwaltung untersteht damit der zentralen staatlichen Verwaltung, die u. a. für den Aufbau der lokalen Exekutivbehörden zuständig ist und u. a. Straßen, Behörden und Organisationen in der Stadt nach Personen von nationaler Bedeutung benennt. Mit der Ausgliederung aus Aşgabat 2022 löste die Stadt zudem Änew als Verwaltungszentrum des Ahal welaýaty ab. Die Stadt ist im Endausbau für rund 73.000 Einwohner auf 950 Hektar konzipiert.

## Geschichte
Die Stadt befindet sich seit 2019 im Bau. Die erste Bauphase wurde im März 2023 mit Kosten von geschätzt 3,3 Milliarden US-Dollar abgeschlossen. Die zweite Bauphase wird mit 1,5 Milliarden US-Dollar veranschlagt, ist aber (Stand: März 2023) noch nicht ausgeschrieben. Der Baufortschritt steht unter der Aufsicht des Staatskomitees für den Bau des Zentrums von Achal Velayat, Derijageldi Orasow. Der ehemalige Staatspräsident Gurbanguly Berdimuhamedow soll die verantwortlichen Stadtplaner angewiesen haben, die Stadt „irgendwie“ so einzigartig zu konzipieren, dass ein Eintrag ins Guinness-Buch der Rekorde möglich sei. In einer internationalen Pressekonferenz am 28. März 2023 wurde die Stadt offiziell der Weltöffentlichkeit vorgestellt. Die Einzigartigkeit liege „vor allem darin, dass an einem der antiken Orte Turkmenistans, wo die glorreiche Geschichte unserer Vorfahren begann, eine neue Stadt gebaut wird.“ Die Stadt ist als Wissenschafts-, Bildungs-, Kultur- und internationales Zentrum des Landes konzipiert und soll hohen Umweltstandards genügen. Ein neues System soll Regen- und Drainagewasser sammeln und einen Grüngürtel um die Stadt mit einer Gesamtfläche von 2370 Hektar bewässern.
Am 29. Juni 2023 wurde über eine Eröffnungsfeier am 66. Geburtstag Berdimuhamedows mit einer Tanzvorführung Tausender Menschen und Pferden berichtet. Auf einer hohen Säule ist der Staatspräsident auf einem Pferd, beide vergoldet, dargestellt.
Im September 2023 nahm ein neues landesweites Fernsehprogramm des Turkmenischen Rundfunks mit dem Namen Arkadag den Betrieb auf, das die „großen Taten und Errungenschaften des unabhängigen neutralen Staates Turkmenistan, auch in der Stadt Arkadag, gekonnt aufdecken und fördern“ soll.

## Sport
Der im Januar 2023 gegründete Fußballverein Arkadag FK wurde im selben Jahr turkmenischer Meister und Pokalsieger.